# Wasenkoepfel
Le Wasenkoepfel est une colline située au nord-ouest d'Oberbronn, en Basse-Alsace, dans les Vosges du Nord. C'est le point culminant du Wasgau méridional, une région transfrontalière franco-allemande qui comprend la partie sud de la forêt palatine et la partie nord des Vosges. 

## Tourisme
Le Wasenkoepfel se trouve sur le chemin de grande randonnée français, le GR 53. Il est également accessible à pied depuis Oberbronn, sur le sentier menant aux ruines du château du Grand-Arnsbourg (en allemand : Burg Groß Arnsburg), en trois quarts d'heure environ. Au sommet se trouve une tour d'observation érigée en 1887 par le Club vosgien, mais sa vue est aujourd'hui limitée par les arbres.

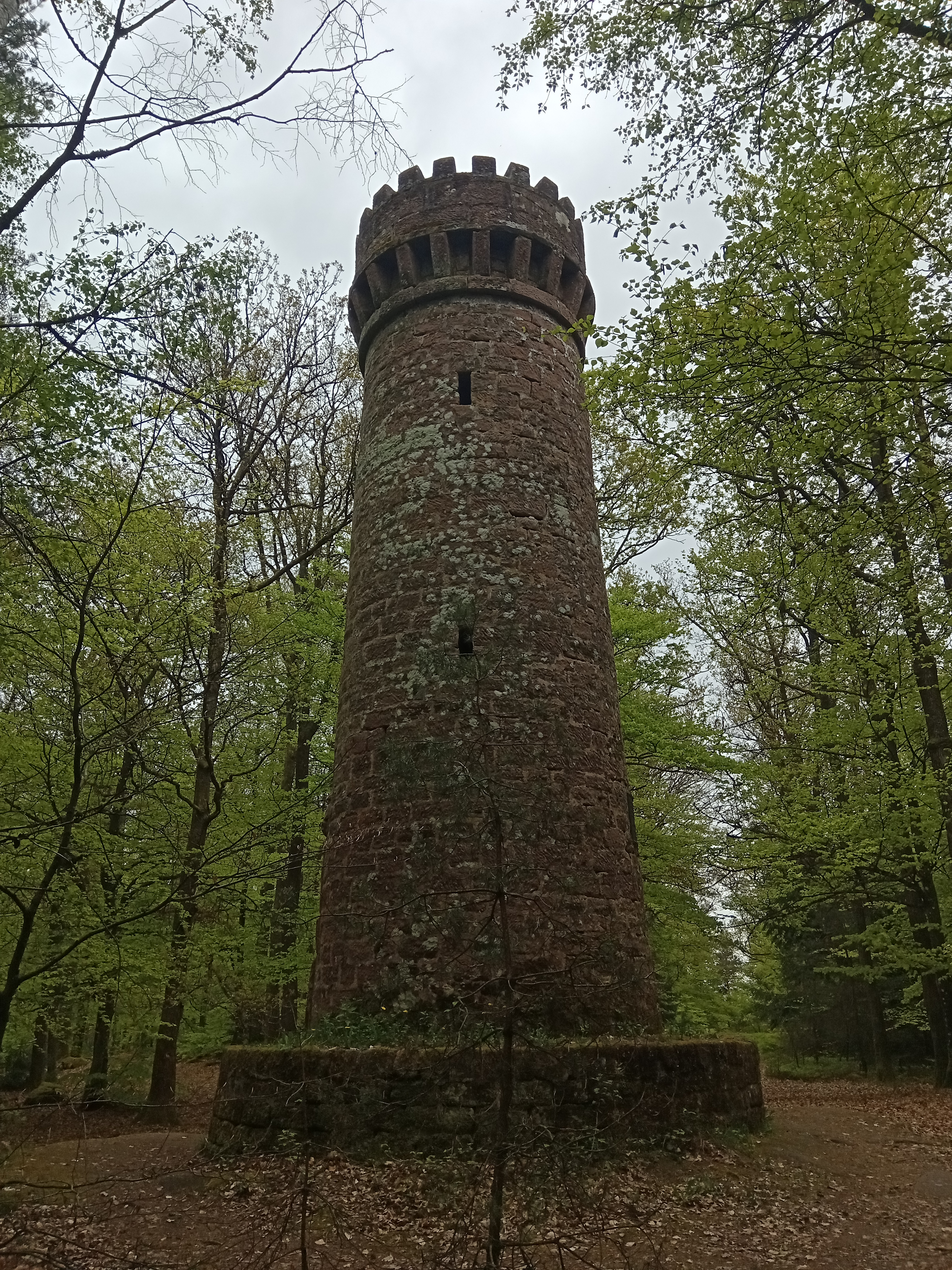
La tour du Wasenkoepfel.